# Бубнов, Иван Григорьевич
Ива́н Григо́рьевич Бубно́в (6 [18] января 1872, Нижний Новгород — 13 марта 1919, Петроград) — русский корабельный инженер, математик и механик.

## Биография
Родился 6 (18) января 1872 года в Нижнем Новгороде в купеческой семье. В 1887 году окончил Нижегородское Владимирское реальное училище и поступил в Техническое училище Морского ведомства в Кронштадте, которое окончил в 1891 году с занесением его имени на мраморную доску.
В 1891—1893 годах служил младшим судостроителем на Новом Адмиралтействе, участвовал в постройке эскадренного броненосца «Полтава».
В 1894 году поступил в Николаевскую морскую академию и вновь его имя было занесено на мраморную доску при окончании им в 1896 году кораблестроительного отдела академии. Во время обучения в академии он создал первый отечественный прибор для измерения деформаций и на крейсере «Россия» исследовал динамику спуска корабля на воду. Также им был выполнен конкурсный проект океанского быстроходного крейсера, получивший первую премию в 1895 году. По предложению педагога академии А. Н. Крылова он был оставлен в академии штатным преподавателем. Одновременно, слушал лекции по математике, аналитической механике и теории вероятностей в Петербургском университете.
В 1900 году Бубнову было поручено проектирование крейсера-яхты «Алмаз», успешное испытание которого состоялось в 1903 году. Этот корабль принял участие в Цусимском сражении и единственный смог прорваться во Владивосток.
В 1900 году Бубнов возглавил Комиссию по разработке проекта первой российской подводной лодки с двигателями внутреннего сгорания — «Дельфин» (в состав комиссии входили также И. С. Горюнов, М. И. Беклемишев). К весне 1901 года проект был готов и Бубнов был назначен её строителем, руководил испытаниями и сдачей. В 1903 году лодка прошла испытания на Неве.
С 1903 года по 1908 год И. Г. Бубнов — начальник кораблестроительной чертёжной Морского технического комитета (МТК), где были разработаны проекты подводных лодок «Касатка», «Минога», «Акула», типов «Барс», «Морж» («Нерпа»). По его проектам было построено 32 субмарины. В 1907 г. зачислен в списки офицеров подводного плавания.
Как писал И. Г. Бубнов в 1917 году, с конца 1909 года он решил уйти с Балтийского завода; «…только уговоры начальника завода и просьбы моих сотрудников, доказывавших, что мой уход может разрушить с таким трудом созданное дело, заставили меня временно остаться. Но всё же с этого времени (с конца 1909 г.) я перестал быть строителем лодок, и стал лишь консультантом Балтийского завода». В 1908 году И. Г. Бубнов был назначен старшим помощником заведующего Опытовым бассейном в Петербурге; заведующим в том же году стал его учитель А. Н. Крылов. В 1913 году Бубнов осуществил полную модернизацию оборудования бассейна. С этого года начала функционировать вторая - динамометрическая тележка с электродвижением, спроектированная им.
С 1904 года он также был преподавателем в Петербургском политехническом институте. С 1909 года — профессор. С 1910 года — преподаватель в Морской академии; одновременно преподавал в Морском корпусе.
В 1907 году был зачислен в списки офицеров подводного плавания.
К 1917 году И. Г. Бубнов закончил проект нового института, который должен был размещаться на территории Марсова поля.
С 1912 года — генерал-майор корпуса корабельных инженеров.
В 1910—1912 гг. и 1914—1916 гг. — консультант Балтийского завода с перерывами и с 1912—1917 гг. судостроительного общества «Ноблесснер» в Ревеле. Был членом центрального совета экспертов, возглавлявшегося К. П. Боклевским, руководил на Балтийском заводе переделкой лёгких крейсеров в нефтеналивные суда, разрабатывал программу для речного флота.
Впервые создал методы расчёта пластин, работающих в составе корпуса судна («Напряжения в обшивке судов от давления воды», 1902). Математически объяснил вопросы местной и общей прочности судов в последующих работах.
Его теоретические работы использовались при проектировании линейных кораблей и подводных лодок в 1908—1910 годах, частично используются и поныне.
Бубнов руководил разработкой на Балтийском судостроительном заводе в Санкт-Петербурге проекта линкоров типа «Севастополь» - первых дредноутов России (заложены в июне 1909, спущены на воду в июне-сентябре 1911, введены в строй в ноябре-декабре 1914 года), участвовавшие в первой и второй мировой войне, обороне Ленинграда. Остальные линкоры, построенные в России, также проектировались и строились на основе этого типа.
В 1914 году под руководством Бубнова в ГУК (Главном Управлении Кораблестроения) был разработан проект более мощного дредноута с исключительными для своего времени боевыми качествами (реализован этот проект не был).
После событий 1917 г. служил в РККФ, продолжал научную и преподавательскую деятельность. Умер в 1919 году от тифа. С. А. Базилевский отмечал, что «После смерти И. Г. Бубнова не осталось ни его учеников, в этой специфической области (проектирования подводных лодок), ни теоретических работ, методик, расчётов или объяснительных записок. Только готовые корабли и их чертежи...». Похоронен И. Г. Бубнов на Смоленском кладбище в Санкт-Петербурге.

## Награды
Награждён орденами Святого Владимира 3-й и 4-й степени, Святой Анны 2-й степени.

## Память
- Его именем были названы большой морской танкер  проекта 1559-В «Иван Бубнов» (1975)[7] и контейнеровоз (1985).
- В центре Нижнего Новгорода на бывшем здании реального училища, которое он закончил в 1887 году, установлена мемориальная доска.
- В 2001 году на доме по адресу улица Марата, 90 установлена мемориальная доска (авторы И. Д. Спасский, В. П. Семенов, художник В. П. Алексеев) с текстом: «Бубнов Иван Григорьевич главный конструктор ПЛ ВМФ России, основал в 1901 г. конструкторское бюро (ныне ЦКБ МТ „Рубин“) заслуженный профессор, генерал-майор корпуса корабельных инженеров».

## Адреса в Санкт-Петербурге — Петрограде
- 1892—1893, 1894—1899, 1907 — 13 марта 1919 года — доходный дом Б. Б. Глазова (16-я линия, д. 13)[8].
- 1893—1894 — Английский проспект, 5;
- 1899—1900 — Николаевская (Лейтенанта Шмидта с 1925) набережная, 13;
- 1900—1905 — линия 11-я, 24 ;
- 1905—1907 — Средний проспект Васильевского острова, 34.